# Косарево (Новодеревеньковский район)
Ко́сарево — село в Новодеревеньковском районе Орловской области России. 
Входит в Новодеревеньковское сельское поселение в рамках организации местного самоуправления и в Новодеревеньковский сельсовет в рамках административно-территориального устройства.

## География
Расположено по обоим берегам реки Пшевки в 12 км от районного и сельского административного центра Хомутово и в 18 км от Новосиля.

## История
Название селения произошло от фамилии или прозвища Ко(а)сарев (возможно казака-атамана). В Дозорной книге Новосильского уезда (ДКНУ) за 1614 - 1615 гг. писца Петра Есипова и подъячего Венедикта Махова говорится о казачьих слободах, опоясывающих Новосиль с юго-восточной стороны по реке Зуше. Одна из них — Косарева Слобода с одиннадцатью казачьими дворами. Первоначальное поселение в этом месте носило название Вы́шняя Пше́вь. Происхождение названия — от основных переселенцев из села Пшево (Нижняя Пшевь), а Вышняя — от расположения выше по течению реки. Село Пшево (Нижняя Пшевь) сегодня (2018 год) — это исчезнувшее село Новосильского района находилось ниже по течению. Слова пша – «родник, вода» (груз.), пшахва – «речная долина» (абхаз.) могут подтверждать гипотезу историков о заселении в древности этой местности скифо-сарматскими племенами непосредственно, или позже западными славянами. В Писцовой книге Новосильских стрелецких и казачьих слобод писца Тихона Кашкина и подъячего Григория Нармацкого за 1648 год Косарево упоминается ещё как деревня, а в 3-й Ревизской сказке (1763 год) уже как село. Приход состоял из самого села и деревень: Бездонного, Гнидовки (Логовая), Кудряшевки, Сысоевки, Савинковки, Завершья, Крутого Верха (Крутиловка) и был населён казёнными крестьянами — потомками служилых людей. О существовании предыдущих храмов (кроме преданий) ничего не известно. Каменный храм во имя архангела Михаила c приделом святого Чудотворца Николая был построен в 1814—1826 гг. на средства прихожан. В 1859 году в селе насчитывалось 139 крестьянских дворов, а в 1915 — 231. После Великой Октябрьской революции потомки служилых людей в храме устроили магазин, а за магазином продавался керосин. Напротив входа в храм на территории бывшего погоста были захоронены бойцы Красной армии, которые в октябре 1941 года дали бой немецко-фашистским захватчикам. Недалеко от храма были следы древнего поселения, но в годы Советской власти селище было распахано. В 1990-х здание храма селяне разобрали на кирпичи. В 2012 году в кирпичном здании бывшего детского сада была устроена новая Михаила Архангела церковь.

## Население
| 1857 | 1859  | 1915  | 2002 | 2010 |
| ---- | ----- | ----- | ---- | ---- |
| 1310 | ↗1386 | ↗1960 | ↘319 | ↘235 |